# David Savan
David Savan (1916 – 1992) was een Amerikaans semioticus en een actief onderzoeker van de werken van Charles Sanders Peirce, alsook die van Plato en Spinoza
Hij werkte bijna veertig jaar (1943-1981) als professor aan de Universiteit van Toronto op de afdeling filosofie. In 1993 zou hij als voorzitter van de Semiotic Society of America gaan optreden, maar hij stierf voordat zijn termijn begon. Hij was de eerste ontvanger van de door de Semiotic Society of America opgerichte Sebeok fellow-award in 1992.